# Breda A.9
Il Breda A.9, citato anche come Breda A9, era un biplano da addestramento prodotto dall'azienda italiana Società Italiana Ernesto Breda negli anni venti.

## Storia del progetto
Alla metà degli anni venti la Regia Aeronautica emise una specifica per la fornitura di un nuovo modello affidabile e di facile pilotaggio adatto alla formazione dei propri piloti.
La divisione aeronautica della Breda incaricò del progetto l'ingegnere Ugo Abate, il quale disegnò un velivolo dall'impostazione convenzionale, un biposto bicomando che poteva anche essere utilizzato come monoposto, realizzato in tecnica mista in legno ed acciaio, caratterizzato dalla possibilità di installare un'ala inferiore da due diverse aperture, una di uguale apertura a quella superiore destinata all'addestramento di secondo periodo ed una ad apertura ridotta destinata a quello di terzo periodo. Il modello risultava particolarmente idoneo alla scuola caccia ed acrobatica.
Dopo essere stato valutato favorevolmente, il Ministero dell'aeronautica approvò l'avvio alla produzione in serie sottoscrivendo, nel maggio 1928, un primo ordine di fornitura per 25 esemplari. Questi originariamente erano equipaggiati con un motore SPA 6A, un 6 cilindri in linea da 200 CV. Un secondo ordine, emesso nel febbraio 1929, per un lotto di 7 esemplari, vennero motorizzati con l'IF Asso 200 di pari architettura ma in grado di sviluppare una potenza di 270 CV. Un terzo ed ultimo lotto venne realizzato in risposta all'ordine emesso nel marzo 1930, che con gli undici esemplari richiesti portò la dotazione complessiva a 43 unità.

## Tecnica
L'A.9 era un velivolo dall'aspetto convenzionale per il periodo.
La fusoliera era caratterizzata dai due abitacoli di pilotaggio aperti in tandem, con il posteriore riservato all'istruttore o al passeggero, protetu da un parabrezza e forniti di doppi comandi. Posteriormente terminava in una coda dall'impennaggio tradizionale con una deriva dalla forma triangolare ed i piani orizzontali controventati.
La configurazione alare era biplana, con le ali inferiore e superiore di ugual misura. Entrambe erano realizzate con struttura in legno ricoperta in tela, entrambe dotate di alettoni, controventate, collegate tra loro tramite una coppia di montanti tubolari, una per lato, e rinforzate da tiranti in cavetto d'acciaio. L'ala inferiore era disponibile con apertura normale o ridotta a seconda dell'impiego.
Il carrello d'atterraggio era un convenzionale biciclo fisso integrato posteriormente da un pattino di coda.
La propulsione era affidata ad un motore Isotta Fraschini Asso 200, un 6 cilindri in linea in grado di erogare una potenza pari a 260 CV (191 kW), posto all'apice anteriore della fusoliera racchiuso da una cofanatura di tipo automobilistico, ed abbinato ad un'elica bipala in legno.

## Impiego operativo
L'A.9 venne impiegato nella Regia Accademia Aeronautica di Capua e nella scuola di pilotaggio Breda, inoltre ebbe un utilizzo in campo civile come addestratore nei vari aeroclub nel territorio nazionale e come velivolo privato.

## Versioni
A.9
versione di serie, biposto, equipaggiata o con un motore SPA 6A da 220 CV (162 kW) o un Isotta Fraschini Asso 200 da 250 (184 kW).
A.9bis
versione acrobatica, monoposto e biposto, caratterizzata da una riduzione di 50 kg di peso e dalla superficie alare ridotta a 23 m².

## Utilizzatori
Italia
- Regia Aeronautica

### Pubblicazioni
- Breda A.9, in Aerei da guerra, Ginevra - Novara, Edito Service S.A. - Istituto Geografico De Agostini, 1993.